# CampZone
CampZone was een outdoor LAN-party. Het werd gehouden in Meierijstad, Brabant, Kronenberg, Limburg, Oirschot, Brabant en Biddinghuizen, op het Walibi-terrein. Het evenement werd voor het eerst in 2001 gehouden.
Ieder jaar waren er ruim 2000 deelnemers aan het evenement die met elkaar kamperen en gebruikmaken van het netwerk dat door de organisatie wordt geleverd. Over dit netwerk werden voornamelijk videospellen gespeeld, gechat en bestanden over en weer gedeeld. Maar ook waren er diverse activiteiten en competities om aan deel te nemen. Het evenement duurde 11 dagen en was meestal het laatste weekend van juli tot en met het eerste weekend van augustus. Sinds 2020 wordt het evenement niet meer georganiseerd vanwege de coronacrisis, de hogere energieprijzen sinds 2022 en de tegenvallende kaartverkoop in 2023.

## Locatie

### 2001 - 2006
Vanaf CampZone 2001 is het evenement georganiseerd op het festivalterrein bij Walibi Holland in Biddinghuizen. Dit terrein was oorspronkelijk aangelegd voor de 18e Wereld Jamboree van Scouting in 1995. Sindsdien wordt het terrein gebruikt voor kleine en grote evenementen, waaronder Lowlands. Het terrein is volledig gedraineerd zodat het ook tijdens nat weer geschikt is om op te kamperen.
Het evenemententerrein is opgedeeld in een aantal velden. CampZone gebruikte twee van deze velden: een veld als parkeerplaats en een ander veld voor het evenement zelf. De gebruikte velden zijn bij elkaar ongeveer 56.700 m² groot.

### 2007 - 2015
In 2007 is CampZone verhuisd van locatie; de nieuwe locatie is een terrein in de Brabantse gemeente Oirschot. Het terrein ligt vlak bij Eindhoven Airport. Dit terrein was vroeger een maisveld, maar nu is er gras gezaaid zodat er op gekampeerd kan worden. Deze locatie is in 2015 voor het laatst gebruikt. Op deze plek kwam een industrieterrein te liggen.

### 2016 - 2018
Van 2016 - 2018 vond CampZone plaats in de Kronenberg.
Deze plek is ongeveer tweemaal groter dan de oude locatie. Door de zandgrond op dit terrein kan het beter tegen grote hoeveelheden regen. In 2018 is dit terrein voor het laatst gebruikt. Door de grote hoeveelheid paardengerelateerde evenementen op deze locatie werd het steeds moeilijker om in de zomer het terrein drie weken te reserveren. Daarnaast werd het bruikbare oppervlak steeds kleiner door de bouw van vaste hindernissen op het terrein.

### 2019
In 2019 heeft CampZone plaatsgevonden in de gemeente Meierijstad. Aan Corridor 20 in Veghel op een stuk gemeentegrond van ruim 17ha. Ook hier was CampZone weer onderverdeeld in kleinere subvelden die samen één geheel vormen met in het midden een centrale tent en activiteitenterrein.

### Geen CampZone meer sinds 2020
Vanwege COVID-19 kon CampZone drie jaar achter elkaar niet georganiseerd worden. In deze tijd zijn er wel twee online edities geweest waar livestreams centraal stonden en twee Winter edities op het vakantiepark Oostappen waar aan de maatregelen gehouden kon worden. Ook in 2023 kon het evenement niet doorgaan. Het zou dat jaar plaatsvinden in het Van Tuijlpark in Zoetermeer, maar er werden te weinig kaarten verkocht. Ook zijn in 2022 de energieprijzen hoger geworden. Het gevolg was dat de kosten voor het evenement niet meer betaald kunnen worden en dit niet meer kan plaatsvinden.

## Geschiedenis
CampZone is voortgekomen uit WAN. WAN is gehouden in 1998, 1999 en 2000 op het recreatieterrein De Kibbelkoele vlak bij Emmen. Sinds 2001 is CampZone elk jaar georganiseerd, hier een samenvatting:
CampZone 2001
- ~400 bezoekers
- Walibi Holland evenemententerrein
- 350 kVA aggregaat

CampZone 2002
- ~800 bezoekers
- Walibi Holland evenemententerrein
- 350 kVA aggregaat + 150 kVA aggregaat

CampZone 2003
- ~1200 bezoekers
- Walibi Holland evenemententerrein
- 650 kVA aggregaat

CampZone 2004
- ~1500 bezoekers
- Walibi Holland evenemententerrein
- 1000 kVA aggregaat

CampZone 2005
- ~1750 bezoekers
- Walibi Holland evenemententerrein
- 1250 kVA aggregaat

CampZone 2006
- ~2000 bezoekers
- Walibi Holland evenemententerrein
- 1250 kVA aggregaat (bijna 40000 liter diesel gebruikt)

CampZone 2007
- ~1750 bezoekers
- CampZone-terrein bij Oirschot
- 4x 250 kVA aggregaat in cascade-opstelling

CampZone 2008
- ~1750 bezoekers
- CampZone-terrein bij Oirschot
- 4 250 kVa power generators

CampZone 2009
- ~1500 bezoekers
- CampZone-terrein bij Oirschot
- 4 250 kVa power generators

CampZone 2010
- ~1500 bezoekers
- CampZone-terrein bij Oirschot
- 4 250 kVa power generators

CampZone 2011
- ~1500 bezoekers
- CampZone-terrein bij Oirschot
- 4 250 kVa power generators

CampZone 2012
- ~1500 bezoekers
- CampZone-terrein bij Oirschot
- 4 250 kVa power generators

CampZone 2013
- ~1500 bezoekers
- CampZone-terrein bij Oirschot
- 4 250 kVa power generators

CampZone 2014
- ~1750 bezoekers
- CampZone-terrein bij Oirschot
- 3 350 kVa power generators

CampZone 2015
- ~1950 bezoekers
- CampZone-terrein bij Oirschot
- 3 350 kVa power generators

CampZone 2016
- ~2200 bezoekers
- Terrein D'n Umswing in Kronenberg Limburg
- 3 350 kVa power generators

CampZone 2017
- ~2800 bezoekers
- Terrein D'n Umswing in Kronenberg Limburg
- 3 350 kVa power generators

CampZone 2018
- ~2900 bezoekers
- Terrein D'n Umswing in Kronenberg Limburg
- 3 350 kVa power generators

CampZone 2019
- ~3000+ bezoekers
- Corridor 20 Veghel
- 3 350 kVa power generators

## Indeling van het terrein
Het terrein was opgedeeld in 5 velden (situatie 2015) rondom een middenterrein. Deze velden hadden de letters A t/m E en op deze velden konden bezoekers hun tent of caravan neerzetten. Op elk veld was er een groep van 5 Fieldadmins (FA's) actief die zorgden voor de aansluiting op stroom en netwerk en die zorgden voor het oplossen van problemen.
Op het middenterrein waren de algemene voorzieningen te vinden. In de maintent stonden diverse spelcomputers waar door alle bezoekers gebruik van kon worden gemaakt en was de catering te vinden.

## Netwerk

### 2014-2023
Het Campzone-netwerk bestond uit twee centrale coreswitches. Deze switches waren te vinden in het NHQ (Network Head Quarters) en werden door middel van een grote airco gekoeld. Vanaf deze locatie gingen er een tweetal multicore glasvezelkabels langs alle velden. Per veld kon er zo een uplink gecreëerd worden van 20Gbit/s naar de coreswitches. Ook werd er via deze fysieke ring redundantie gecreëerd. Mocht een van de glasvezelverbindingen verloren gaan, dan kon de andere glasvezel voor connectiviteit blijven zorgen. Zo werd de impact van een mogelijke kabelbreuk op het netwerk beperkt.
Bij deze infrastructuur ging het dus om de door CCN (CampZone Community Networking) uitgevonden Ring-Ster topologie. Er bestond een fysieke ring van glasvezelkabel, waarover ieder veld aangesloten werd. De connectie van de velden terug naar de centrale coreswitch gebeurde op basis van een logische ster topologie.
Op ieder van de velden was een zogenaamde veld-coreswitch geplaatst, welke door middel van de hierboven benoemde fiber-ring aangesloten werd op de centrale coreswitch. Alle bezoekers mochten vervolgens hun apparatuur aansluiten op deze veld-coreswitches. Per veld waren minimaal 144 Gigabit Ethernet poorten beschikbaar. Sinds 2017 werden er ongeveer 10 10-Gigabit poorten beschikbaar gesteld voor grotere groepen die eigen switches meenamen.

#### Internet
Sinds 2017 had CampZone haar eigen redundante glasvezelaansluiting gerealiseerd op het evenemententerrein. Via deze glasvezelverbinding konden diensten afgenomen worden, welke op contractbasis aangepast konden worden. De internetverbinding groeide dus mee met het evenement.

### Historie 2007-2013
Vanaf 2009 werd gebruik gemaakt van diverse apparatuur, waarbij de centrale glasvezel-switches zoals die voorgaand aanwezig waren, vervangen werden door modernere varianten. Voor de bezoekers veranderde er weinig, maar voor het CCN-team waren er veel dingen veranderd. Zoals hierboven vermeld werd er gebruik gemaakt van diverse merken. De gebruikte routing methode om het verkeer van alle velden aan elkaar te verbinden was OSPF.

### Historie 2000-2006
Het CampZone-netwerk was opgebouwd rondom een grote glasvezel-switch, waarvandaan glasvezelkabels liepen naar de switches op de diverse velden. Op de velden was er dan voor elke bezoeker een gigabit netwerkaansluiting, de bezoeker moest daarbij zelf zorgen voor een netwerkkabel die lang genoeg was.
Elke bezoeker kreeg een vast IP-adres, maar het was mogelijk om meerdere adressen te krijgen voor bijvoorbeeld een laptop of een server.
Het middelpunt van het netwerk was het Network HeadQuarters, het NHQ. Hier stond de backbone-switch en hier stonden alle servers van de organisatie en bezoekers. Het NHQ was gehuisvest in een aantal tijdelijke bouwketen en was voorzien van airconditioning. Als backbone-switch werd al jaren de Foundry BigIron 8000 gebruikt, met 64 1000BASE-SX (full-duplex, non-blocking) optische poorten.

## Stroomvoorziening

### Aggregaten
De vaste spanningsvoorziening op het CampZone-terrein was niet voldoende om CampZone van genoeg energie te voorzien. Hierdoor was er een noodzaak voor het gebruik van een tijdelijke stroomvoorziening. Dit werd sinds 2007 gerealiseerd door minimaal 3 aggregaten in een zogenaamde cascade opstelling te plaatsen. Deze opstelling werkte op basis van het 80% principe. Pas als de 1e generator op 80% van zijn vermogen actief was, wordt de volgende generator opgestart en iets later ook bijgeschakeld. Hiermee wilde CampZone milieubewust omgaan met de benodigde voorzieningen.

### Distributie
De stroom die opgewekt werd, werd vervolgens via ruim 8 km kabel verdeeld over het terrein. Verspreid over het terrein stonden 7 hoofdverdeelpunten. Hieraan waren ongeveer 35 verdeelpunten verbonden waar de bezoekers hun stroom vandaan konden halen.
De belasting per fase wass ongeveer 750-800 kW.

## Competities
Tijdens CampZone werden er ook allerlei competities (compo's) georganiseerd. Een aantal van deze competities werden verzorgd door de organisatie van CampZone, anderen door de bezoekers zelf. Voor de officiële competities werden meestal prijzen ter beschikking gesteld door sponsors.
Naast competities op de PC of spelcomputer werden er ook andere wedstrijden georganiseerd.